# Агентство «Мрія»
«Агентство „Мрія“» — фільм 2008 року.

## Зміст
Його час — ніч. Його погода — дощ. Саме після дощових ночей у місті знаходили понівечені тіла його жертв. Саме такої ночі студент Даня заступає на зміну в цілодобовий магазинчик. Даня — нічний продавець супермаркету. І штовхнуло ж його спокуситися на дружину господаря, яка, поки чоловік грав у казино, вирішила розважитися з Данею! Сищик-міліціонер, заглянувши до магазину, поділився зі студентом спостереженням, яке підказувала йому детективна інтуїція: «У цю ніч маніяк обов'язково знову вийде на полювання». Міліціонер не помилився: лиходій дійсно шукав жертву — і тому теж заглянув у нічний магазин.